# Abralia
Abralia Gray, 1849 è un genere di molluschi cefalopodi appartenente alla famiglia Enoploteuthidae.

## Descrizione
I membri del genere Abralia hanno pinne poste all'apice posteriore del corpo. La parte mediana della clava tentacolare, detta mano, ha una serie di uncini e due serie di ventose. Le braccia portano grandi uncini ricurvi. Vi sono da 5 a 12 fotofori sui globi oculari, i fotofori ingranditi agli apici del quarto paio di braccia assenti in gran parte delle specie, quando sono presenti non sono velati da cromatofori di color nero. Vi sono numerosi fotofori su tutta la superficie corporea. Il quarto braccio del maschio è trasformato in ectocotile, la trasformazione può riguardare indifferentemente il destro o il sinistro.

## Distribuzione e habitat
Il genere ha distribuzione cosmopolita nei mari e gli oceani tropicali e subtropicali. A. veranyi è presente nel mar Mediterraneo.
Vivono nelle zone epipelagica e mesopelagica degli oceani. Effettuano migrazioni nictemerali, di giorno scendono fino a circa 600 metri, di notte risalgono sopra i 200 metri.

## Biologia

### Predatori
Sono preda di tonni, marlin e altri pesci predatori pelagici nonché di cetacei odontoceti che riescono ad immergersi al alte profondità.

## Tassonomia
Il genere comprende 20 specie::
- Abralia andamanica Goodrich, 1896
- Abralia armata (Quoy & Gaimard, 1832)
- Abralia astrolineata Berry, 1914
- Abralia astrosticta Berry, 1909
- Abralia dubia (Adam, 1960)
- Abralia fasciolata Tsuchiya, 1991
- Abralia grimpei Voss, 1959
- Abralia heminuchalis Burgess, 1992
- Abralia marisarabica Okutani, 1983
- Abralia multihamata Sasaki, 1929
- Abralia omiae Hidaka & Kubodera, 2000
- Abralia redfieldi Voss, 1955
- Abralia renschi Grimpe, 1931
- Abralia robsoni Grimpe, 1931
- Abralia siedleckyi Lipinski, 1983
- Abralia similis Okutani & Tsuchiya, 1987
- Abralia spaercki Grimpe, 1931
- Abralia steindachneri Weindl, 1914
- Abralia trigonura Berry, 1913
- Abralia veranyi (Rüppell, 1844)